# Хенераль-Сан-Мартин (департамент, Ла-Риоха)
Департамент Хенераль-Сан-Мартин  (исп. Departamento de General San Martin) — департамент в Аргентине в составе провинции Ла-Риоха.
Территория — 5034 км². Население — 4944 человек. Плотность населения — 1,00 чел./км².
Административный центр — Улапес.

## География
Департамент расположен на юге провинции Ла-Риоха.
Департамент граничит:
- на севере — с департаментом Хенераль-Окампо
- на востоке — с провинцией Кордова
- на юге — с провинцией Сан-Луис
- на западе — с департаментом Росарио-Вера-Пеньялоса

## Важнейшие населенные пункты[2]
| № | Населённый пункт | Населённый пункт (исп.) | Категория        | Население чел. (2010) | На карте                        |
| - | ---------------- | ----------------------- | ---------------- | --------------------- | ------------------------------- |
| 1 | Улапес           | Ulapes                  | Urban Settlement | 3205                  | 31°34′24″ ю. ш. 66°14′14″ з. д. |